# 賈魯
贾鲁（1297年—1353年6月17日），字友恒，元代河东高平（今属山西）人，河防大臣、水利专家。

## 生平
延祐、至治年间，两度以明经科考中乡贡。泰定初年，授位东平路儒学教授，聘用为宪史，历任行省掾，授潞城县尹，选为丞相东曹掾，升任户部主事，未到任。其父去世，贾鲁在家服丧。
丧期满，起用贾鲁为太医院都事。时元廷下诏撰辽金宋三史，贾鲁参与了《宋史》的编纂。书成后，贾鲁为燕南山东道奉使宣抚
幕官，考绩居最，升任中书省检校官。后历任监察御史、御史台都事，调任山北廉访副使，又召入朝廷任工部郎中。
至正八年（1348年）二月，元顺帝在济宁郓城立行都水监，任命贾鲁为都水使者。至正十一年四月初四日（1351年4月29日），诏命贾鲁为工部尚书、充总治河防使。征发民工15万，军士2万，兴役治黄河。贾鲁回朝，向顺帝上《河平图》。不久任命贾鲁为中书左丞。
贾鲁随脱脱平定徐州，脱脱班师回朝。至正十二年冬，贾鲁协同总兵官平章月可察儿围濠州，郭子兴携朱元璋力拒之。至正十三年五月十六日（1353年6月17日），贾鲁突然病卒，年五十七岁，围困解除。月可察儿护送贾鲁灵柩返回高平。

## 家庭
子：贾稹